# Équipe de Slovénie masculine de handball au Championnat du monde 2021
Cet article relate le parcours de l'équipe de Slovénie masculine de handball lors du Championnat du monde 2021 ayant lieu en Égypte. Il s'agit de la 9e participation de la Slovénie aux Championnats du monde.

## Présentation

### Qualification
Arrivée 4e au championnat d'Europe 2020, la Slovénie est sélectionnée pour les barrages des qualifications européennes (en) se déroulant en juin 2020.
En conséquence de la pandémie de Covid-19, la Fédération européenne de handball annonce le 24 avril 2020 l'annulation des qualifications et d’attribuer les 10 places selon le classement final du championnat d'Europe 2020.

## Résultats

### Tour préliminaire
|   | Équipe       | Pts | J | G | N | P | Bp  | Bc  | Diff |
| - | ------------ | --- | - | - | - | - | --- | --- | ---- |
| 1 | Russie       | 5   | 3 | 2 | 1 | 0 | 93  | 83  | 10   |
| 2 | Slovénie     | 4   | 3 | 2 | 0 | 1 | 105 | 85  | 20   |
| 3 | Biélorussie  | 3   | 3 | 1 | 1 | 1 | 89  | 85  | 4    |
| 4 | Corée du Sud | 0   | 3 | 0 | 0 | 3 | 79  | 113 | -34  |

1. ↑  Officiellement « Équipe de la fédération russe de handball », cf. Championnat du monde masculin de handball 2021#Cas particulier de la Russie.

| 14 janvier 2021 19h00 | Slovénie        | 51 – 29   | Corée du Sud     | Handball Hall, Borg El Arab Arbitrage : Raluy, Sabroso |
| 14 janvier 2021 19h00 | Dragan Gajić 10 | (25 – 16) | Kim JY, Kim JH 6 | Handball Hall, Borg El Arab Arbitrage : Raluy, Sabroso |
| 14 janvier 2021 19h00 | ×1 ×6           | Rapport   | ×2               | Handball Hall, Borg El Arab Arbitrage : Raluy, Sabroso |

| 16 janvier 2021 19h00 | Russie          | 31 – 25   | Slovénie       | Handball Hall, Borg El Arab Arbitrage : Giorgji Nachevski et Slave Nikolov |
| 16 janvier 2021 19h00 | Trois joueurs 6 | (16 – 13) | Jure Dolenec 6 | Handball Hall, Borg El Arab Arbitrage : Giorgji Nachevski et Slave Nikolov |
| 16 janvier 2021 19h00 | ×1 ×5           | Rapport   | ×1 ×4          | Handball Hall, Borg El Arab Arbitrage : Giorgji Nachevski et Slave Nikolov |

| 18 janvier 2021 19h00 | Slovénie    | 29 – 25   | Biélorussie      | Handball Hall, Borg El Arab Arbitrage : Raluy, Sabroso |
| 18 janvier 2021 19h00 | Blaž Janc 8 | (15 – 15) | Artsem Karalek 7 | Handball Hall, Borg El Arab Arbitrage : Raluy, Sabroso |
| 18 janvier 2021 19h00 | ×1 ×5       | Rapport   | ×1 ×5            | Handball Hall, Borg El Arab Arbitrage : Raluy, Sabroso |

### Tour principal
|   | Équipe            | Pts | J | G | N | P | Bp  | Bc  | Diff |
| - | ----------------- | --- | - | - | - | - | --- | --- | ---- |
| 1 | Suède             | 8   | 5 | 3 | 2 | 0 | 144 | 117 | 27   |
| 2 | Égypte            | 7   | 5 | 3 | 1 | 1 | 149 | 117 | 32   |
| 3 | Slovénie          | 6   | 5 | 2 | 2 | 1 | 138 | 130 | 8    |
| 4 | Russie            | 5   | 5 | 2 | 1 | 2 | 138 | 139 | -1   |
| 5 | Biélorussie       | 4   | 5 | 1 | 2 | 2 | 139 | 148 | -9   |
| 6 | Macédoine du Nord | 0   | 5 | 0 | 0 | 5 | 106 | 163 | -57  |

1. ↑  Officiellement « Équipe de la fédération russe de handball », cf. Championnat du monde masculin de handball 2021#Cas particulier de la Russie.

| 20 janvier 2021 16h30 | Macédoine du Nord | 21 – 31  | Slovénie       | Cairo Stadium Sports Hall (en), Le Caire Arbitrage : Igancio Garcia et Andreu Marin |
| 20 janvier 2021 16h30 | Kiril Lazarov 5   | (9 – 13) | Dragan Gajić 7 | Cairo Stadium Sports Hall (en), Le Caire Arbitrage : Igancio Garcia et Andreu Marin |
| 20 janvier 2021 16h30 | ×1 ×2             | Rapport  | ×1 ×2          | Cairo Stadium Sports Hall (en), Le Caire Arbitrage : Igancio Garcia et Andreu Marin |

| 22 janvier 2021 21h30 | Slovénie       | 28 – 28   | Suède          | Cairo Stadium Sports Hall (en), Le Caire Arbitrage : Václav Horáček et Jiří Novotný |
| 22 janvier 2021 21h30 | Dragan Gajić 6 | (14 – 15) | Hampus Wanne 7 | Cairo Stadium Sports Hall (en), Le Caire Arbitrage : Václav Horáček et Jiří Novotný |
| 22 janvier 2021 21h30 | ×1 ×5          | Rapport   | ×2 ×8 ×1       | Cairo Stadium Sports Hall (en), Le Caire Arbitrage : Václav Horáček et Jiří Novotný |

| 24 janvier 2021 19h00 | Slovénie    | 25 – 25  | Égypte           | Cairo Stadium Sports Hall (en), Le Caire Arbitrage : Robert Schulze et Tobias Tönnies |
| 24 janvier 2021 19h00 | Blaž Janc 6 | (12 – 8) | Mohammad Sanad 7 | Cairo Stadium Sports Hall (en), Le Caire Arbitrage : Robert Schulze et Tobias Tönnies |
| 24 janvier 2021 19h00 | ×2 ×6       | Rapport  | ×2               | Cairo Stadium Sports Hall (en), Le Caire Arbitrage : Robert Schulze et Tobias Tönnies |

## Statistiques et récompenses

### Buteurs
| Rang  | Joueur                | Tot. | Tirs | %     | MJ | Moy. |
| ----- | --------------------- | ---- | ---- | ----- | -- | ---- |
| 1     | Jure Dolenec          | 29   | 42   | 69 %  | 6  | 4,8  |
| 2     | Dragan Gajić          | 28   | 34   | 82 %  | 5  | 5,6  |
| 3     | Blaž Janc             | 28   | 38   | 74 %  | 6  | 4,7  |
| 4     | Borut Mačkovšek       | 22   | 38   | 58 %  | 6  | 3,7  |
| 5     | Miha Zarabec          | 14   | 23   | 61 %  | 5  | 2,8  |
| 6     | Matej Gaber           | 11   | 13   | 85 %  | 6  | 1,8  |
| 7     | Blaž Blagotinšek      | 11   | 15   | 73 %  | 6  | 1,8  |
| 8     | Dean Bombač           | 11   | 18   | 61 %  | 6  | 1,8  |
| 9     | Nejc Cehte (en)       | 7    | 12   | 58 %  | 6  | 1,2  |
| 10    | Nik Henigman          | 7    | 16   | 44 %  | 6  | 1,2  |
| 11    | Staš Skube            | 6    | 6    | 100 % | 5  | 1,2  |
| 12    | Matic Suholežnik (en) | 6    | 8    | 75 %  | 6  | 1    |
| 13    | Rok Ovniček           | 5    | 9    | 56 %  | 6  | 0,8  |
| 14    | Darko Cingesar (en)   | 3    | 7    | 43 %  | 6  | 0,5  |
| Total | Total                 | 189  | 282  | 67 %  | 6  | 31,5 |

### Gardiens de but
| N°    | Nom                | %    | Arrêts | Tirs | MJ | Moy. |
| ----- | ------------------ | ---- | ------ | ---- | -- | ---- |
| 1     | Klemen Ferlin (en) | 34 % | 44     | 131  | 6  | 7,3  |
| 2     | Urban Lesjak (en)  | 36 % | 27     | 76   | 4  | 6,8  |
| 3     | Miljan Vujović     | 40 % | 10     | 25   | 2  | 5    |
| Total | Total              | 34 % | 82     | 241  | 6  | 13,7 |